# マリーシア

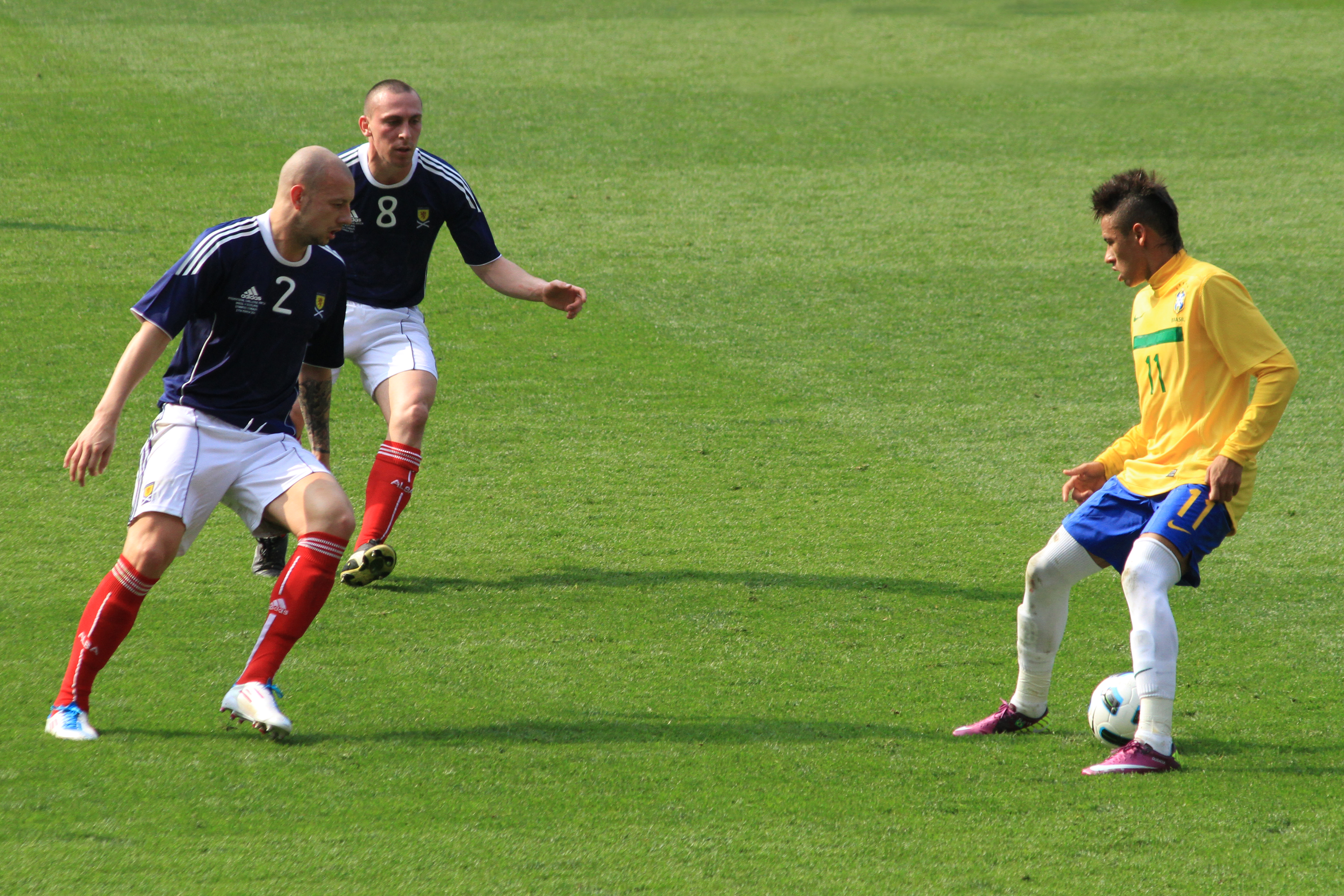
「マリーシア」はポルトガル語で「ずる賢さ」を意味する。日本でも用いられるが、「ずる賢さ」から「賢さ」を取り除き「ずるさ」のみを拡大解釈したものである、との指摘もある。

マリーシア（ポルトガル語: malicia）とは、ポルトガル語で「ずる賢さ」を意味するブラジル発祥の言葉である。サッカーの試合時におけるさまざまな駆け引きを指す言葉でもあるが、国によってその解釈は異なっている。イタリア語では「マリッツィア」 (Malizia) と呼ばれる。

## 概要
ブラジルでは何らかの困難な状況に直面した際に機転を利かせてその場を収める処世術のことを「ジェイチーニョ」（ポルトガル語: Jeitinho、Jeitinho brasileiro）と呼び、社会全体に行き渡っている。男女関係における駆け引きや、スピード違反の取り締まりにあった際に賄賂を贈って見逃してもらおうとする行為なども該当する。
サッカーにおいてもこうした思想は反映され「マリーシア」と称されるが、これはブラジル南部のリオグランデ・ド・スル州に限定された用語ともいわれる。サッカーにおける「マリーシア」には「機転が気く」「知性」という意味があり、本来は「駆引きを行い試合を優位に運ぶ」行為を指し、「ルールの裏をかく」といった反スポーツ的な意味合いはない。相手の心理状態を読んで奇襲をかけたり、相手の油断や混乱に乗じて意外性のあるプレーを行う、日本語に直訳すると「したたかさ」に近い意味合いを持ち、「マリーシアが足りない」という言葉は選手の未熟さや経験不足を指す言葉として用いられている。
ブラジルでは、こうした知性や知恵といった範疇を超えて相手を意図的に傷つけるような汚いプレーを「マランダラージ」（ポルトガル語: Malandragem）と呼んでいる。また、相手に対する露骨な時間稼ぎなどの行為については更に細分化し、「カチンバ」 や「セラ」と呼んでいる。

## 特徴
2010年に下田哲朗とアデマール・ペレイラ・マリーニョの共著により出版された『サッカー王国ブラジル流正しいマリーシア』では、マリーシアを「豊富な人生経験を経て身につけた知恵」と定義し、主な実例として以下の項目を挙げている。
1. 相手選手のドリブルの特徴に応じ、試合の状況にあわせた守備陣形を敷いて対応する[8]。
2. スライディングタックルに頼らず、相手のパスコースを先読みすることで阻止する[9]。
3. パスを回しボールを素早く動かすことで相手を疲弊させ、相手の守備陣形に穴を開ける[10]。
4. 複数の選手がトライアングルでパスを回す際に、パスの受け手は前方で待つのではなく走りこんでパスを受けることにより、攻撃に厚みを持たせる[11]。
5. ドリブルを得意とする選手がチーム内にいる場合、周囲の選手はその選手の特長を生かすための動きを行う。俊足を生かす選手に対して、味方はその選手がドリブルをするための前方のスペースを消すような動きはせず、反対に密集空間を得意とする選手には味方は近い位置を採ることが効果的である[12]。
6. シュートの基本は「ボールをゴールの枠に飛ばす」ことである。一つの指導法に固執するのではなく、個々が様々なキックの方法を試した上で最適なフォームを身に付ける[13]。
7. 試合の流れを切らさないために、自分のポジションに囚われず、臨機応変なポジションチェンジを行う[14]。
8. 体力と集中力が損なわれないように、走るべき所と休むべき所をわきまえてプレーする[15]。
9. 相手の長所を消す方法と、それを逆手に取る方法を熟知する[16]。
10. 監督は一つの戦術に固執するのではなく柔軟な発想を持ち、複数の引き出しを用意する[17]。
11. 審判の判定によって試合の流れが変化することがある。審判の裁定の特徴を観察し見抜くことが、試合を有利に進める上で必要となる[18]。

## 各国の事例

### アルゼンチン
アルゼンチンにおける「マリーシア」には「汚い」プレーが含まれ、「試合で先制点を決めた後の露骨な時間稼ぎ」や、「接触プレーの際に必要以上に痛がりピッチに倒れこむ」「プレーエリアに直接関係しない選手が意図的に倒れ、試合を中断させる」「相手の髪やユニフォームを引っ張る」といった行為が常態的に行われている。

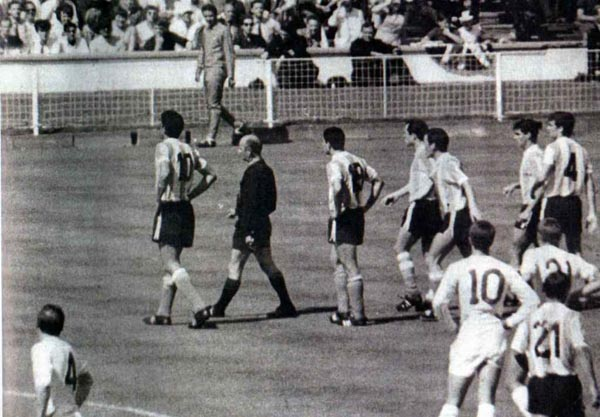
1966 FIFAワールドカップ準々決勝のイングランド戦で退場処分を受けるアントニオ・ラティン。

相手の長所を消すための戦術を作り上げたのは、1960年代にアルゼンチン代表を率いたフアン・カルロス・ロレンソといわれている。元々、同国の選手たちは足元のボールテクニックを生かしてショートパスを繋ぐサッカーを持ち味としていたが、1958 FIFAワールドカップのグループリーグ最終戦でチェコスロバキア代表に1-6と大敗し敗退するなど結果を残せずにいた。選手や監督として長年に渡ってヨーロッパで経験を積んだロレンソはアルゼンチンの選手を「手品師だが、広い意味では未完成だ」と見做し、1954 FIFAワールドカップにおいて優勝候補のハンガリー代表を退けて優勝した西ドイツ代表が披露した体力と精神力に満ちたサッカーを手本にすることで改革を押し進めた。この大会での敗戦を契機にロレンソの提唱もあり、結果のためなら反則も辞さない激しいサッカーが台頭するようになった。
こうしたスタイルは、ロレンソが率いたアルゼンチン代表が1966年にイングランドで行われた1966 FIFAワールドカップ準々決勝のイングランド代表戦、オスバルド・スベルディアが率いたエストゥディアンテスが1968年に行われたインターコンチネンタルカップのマンチェスター・ユナイテッドFC戦などで実践し、物議を醸した。
一方、国内ではロレンソやスベルディアによって実践された守備的スタイルが必ずしも支持をされていた訳ではなく、伝統的スタイルの支持者との間で意見が対立した。サッカー指導者のセサル・ルイス・メノッティは地元開催の1978 FIFAワールドカップに向けて代表監督に就任すると、「アルゼンチンでワールドカップで行われる以上、アルゼンチンのサッカーで勝たなければならない。アルゼンチンのサッカーとは何か。それは当時流行していた乱暴な当たりと、守りを固めるサッカーではない。アルゼンチンの人達が子供のころから親しみ、大衆が心から楽しんでいるようなサッカー。そういうサッカーを代表チームがやって、ヨーロッパに勝てることを実証してみせなければならない」といった信条を掲げ、チームを優勝に導いた。
1982 FIFAワールドカップ終了後にメノッティが退任すると、スベルディアの教えを受け守備的スタイルを標榜するカルロス・ビラルドが監督に就任したが、代表チーム内はメノッティ派とビラルド派に分裂し対立が激化した。当時の状況についてディエゴ・マラドーナは、心情的にはメノッティ派であったがチームのために自らの意思を封じ、勝利の目的のためにプレーしたと証言している。
1990年代にはディエゴ・シメオネが相手選手を故意に挑発して苛立たせ相手の報復を誘発させる、したたかなプレーを得意とし、1998年にフランスで行われた1998 FIFAワールドカップ決勝トーナメント1回戦のイングランド代表戦ではデビッド・ベッカムを退場へと追い込んだ。なお、シメオネ本人は後のインタビューにおいて「イングランドの選手は純真だが、我々はより用意周到だ。我々は対戦相手を詳細に研究し、彼らを破壊する術を探る」と語っている。ブラジル国内ではアルゼンチンのマリーシアは「破壊的」なものと考えられており、アルゼンチンのチームと対戦する際には「相手のマリーシアに惑わされず、冷静さを維持するように」といわれている。

### 日本
日本国内では「マリーシア」という言葉は以下のような事例として認知されている。
このうち、「時間稼ぎ」という概念は日本サッカーリーグ (JSL) の時代にも存在したが、その手法は「ピッチからスタンドなどの遠方へと蹴り出す」というもので、マルチボールシステムが導入される以前は有効な手法だった。 1993年のJリーグ開幕以降、「試合終盤に相手陣内のタッチライン際でボールをキープして時間を稼ぐ」という手法が一般的となり、同年10月26日にカタールのドーハで行われた日本代表対イラク代表戦における結末（ドーハの悲劇）を通じて、その重要性が認識されるようになった。
こうした試合時の駆け引きを指すマリーシアという言葉は1995年8月9日に東京の国立競技場で行われた日本代表対ブラジル代表戦を契機に認知されるようになった。この試合は1994 FIFAワールドカップ優勝チームのブラジルが5-1と日本に大勝したが、試合後の記者会見において主将のドゥンガは記者の前で「マリーシア」という言葉を用いて、両国間のレベルの差異を明かした。
ただし、ドーハの悲劇やドゥンガによる提言の後も一発勝負のトーナメント方式を尊ぶ国民性や、Jリーグにおいて採用されていた延長Vゴール方式の影響もあり、戦術的な駆け引きとしてのマリーシアの浸透は遅れた。2000年代の日本における「マリーシア」の認識は、日本語訳である「ずる賢さ」から「賢さ」を取り除いた「ずるさ」の部分だけが拡大解釈されたものであるとの指摘もあり、審判に気がつかれなければ反則を行っても構わないとの誤解が生じている。
2018年6月から7月にかけてロシアで開催された2018 FIFAワールドカップのグループリーグにおいて日本代表はポーランド代表と対戦、0-1のスコアで敗れたものの他会場の結果、決勝トーナメント進出を決めた。この試合の終盤に日本が行った意図的なボール回しについて国内外から批判を受けたが、「ドーハの悲劇の教訓が生きた」、「日本サッカーの成長の一端が示せたようにも感じている」と評価する意見もあった。
一方、決勝トーナメント1回戦のベルギー代表戦では2-2の同点で迎えた試合終了間際、コーナーキックのチャンスのため前掛かりになったところを相手に突かれて、2-3のスコアで敗れた。この局面において日本は戦術的なファウルを犯してベルギーのカウンターを阻止することができなかったが、その理由についてピエール・リトバルスキーは「対峙した相手に対する『敬意』という日本らしい美徳が、紙一重の勝敗の差に影響したのかもしれない」、アルベルト・ザッケローニは「彼らの文化、DNAには、マリーシアは存在しないからだろう。1回、戦術的ファウルをすれば十分だったはずだが、そういったことは考えないのだろう」と評した。

### オランダ
小国ながら創意工夫によって国を守ってきた歴史があるオランダでは、サッカーに対しても伝統的な勤勉さが重視される一方で、クリエイティヴな創意工夫が求められる面がある。「強くない者は賢くなければいけない」 という伝統的な言い回しが存在するように、フィジカル面でドイツやイングランドの選手に敵わない分をオランダは1970年代のトータル・フットボールや優れた育成メソッドといった発明で補ってきた。これらの概念は"slim"(抜け目無い、ずる賢い、要領が良いといった意味の形容詞)という言葉で語られ、ピッチ上での相手を出し抜くための知恵、相手の裏をかくテクニックや戦術、試合展開を読む目といっただけでなく、ピッチ外でもチームやクラブの運営、育成や資金調達に至る知恵とアイディアまで"slim"な対象として使われる。最も良い例がアヤックス・アムステルダムのクラブポリシーが「ベストであれ」であるのに対し、PSVアイントホーフェンのポリシーが「最もずる賢くあれ」なことである。
一方でオランダでは「勝つために何でもする」というメンタリティが比較的弱いという面がある。積極的にPKを貰おうとするダイブ行為(オランダではドイツ語からの流入でシュワルベと呼ばれる)などは好まれず、むしろ審判に笛を吹く機会を与えた守備側の選手が「賢くなかった」と評価されることも多い。ピエール・ファン・ホーイドンクは2016年の欧州選手権で優勝したポルトガルを見て「ポルトガル人が持っている汚さこそ我々に欠けているもの。汚さを恥と語るのは偽善だ。1998年のFIFAワールドカップでエドウィン・ファン・デル・サールがアリエル・オルテガへのレッドカードを出させた時に我々はみんな歓声を上げたはず」と指摘している。